# Super Game Boy
La Super Game Boy (スーパーゲームボーイ, "Sūpā Gēmu Bōi" en japonès) va ser un perifèric de la consola Super Nintendo de Nintendo, que adaptava tots els jocs de la plataforma Game Boy (no Game Boy Color). A més, tenia opcions extra, com la modificació dels colors de la paleta que s'hi utilitzava (4 colors com a màxim, ja que no es podia assolir la mateixa qualitat que la Game Boy Color, perquè el Super Game Boy n'era anterior) i un fons de pantalla que a més de venir amb el cartutx també el podies dibuixar.
Va sortir el mes de juny de 1994.

## Funcionalitat
La Super Game Boy era compatible amb els mateixos cartutxos que el Game Boy original: els cartutxos originals de Game Boy, la Game Boy Camera i els cartutxos Game Boy Color de mode dual (en mode Game Boy). La unitat podia assignar els quatre tons de verd a diversos colors a la pantalla. Més tard, els jocs de Game Boy optimitzats per utilitzar el Super Game Boy tenien informació de color addicional i podien sobrepassar els colors en pantalla, mostrar una vora gràfica al voltant de la pantalla i mostrar sprites especials de fons, com es pot veure a la pantalla del títol de Mario's Picross. Aquests jocs duien imprès un petit logotip de "Super Game Boy Game Pak" a la caixa i el cartutx. L'adaptador podia suportar fins a 64 colors per a la vora i 12 colors per a la pantalla. Les pantalles estàtiques podien mostrar els 10 colors.
També és possible que els jocs de Super Game Boy facin ús del maquinari Super NES per obtenir efectes addicionals, com es va demostrar a Contra: The Alien Wars, Donkey Kong, Kirby's Dream Land 2, A Bug's Life, FIFA 98: Road to World Cup, Madden '97, Animaniacs i Toy Story; aquests jocs tenien un so estès quan s'utilitzava amb el Super Game Boy. Wario Blast, la versió de Game Boy de Primal Rage, la versió de Game Boy de Killer Instinct i diversos altres títols, fins i tot van permetre que el segon controlador Super NES es pogués utilitzar per a l'acció de dos jugadors. La pantalla del títol va canviar per mostrar que aquests jocs tenien una opció de dos jugadors en lloc d'un sol estat de connexió. Usant el Super Multitap, alguns jocs fins i tot van arribar a admetre a quatre jugadors. El Super Game Boy original no suportava multijugadors d'enllaços de jocs, ja que, segons un portaveu de Nintendo, una configuració de dos jugadors interferiria amb el senyal de RF de la televisió.
La versió de Game Boy de Space Invaders va permetre als jugadors accedir a una versió Super NES del joc, així com una versió en color del joc de Game Boy.
Alguns jocs de cartutxos de color negre de Game Boy també tenien millores en Super Game Boy, encara que no hi havia cap logotip que ho indiqués al cartutx o al frontal de la caixa, ja que hi havia versions originals de Game Boy. Diversos títols de GBC tenien una petita icona de compatibilitat de Super Game Boy situada a la part posterior del seu embalatge, com per exemple Dragon Warrior Monsters 2: el viatge de Cobi.

## Maquinari

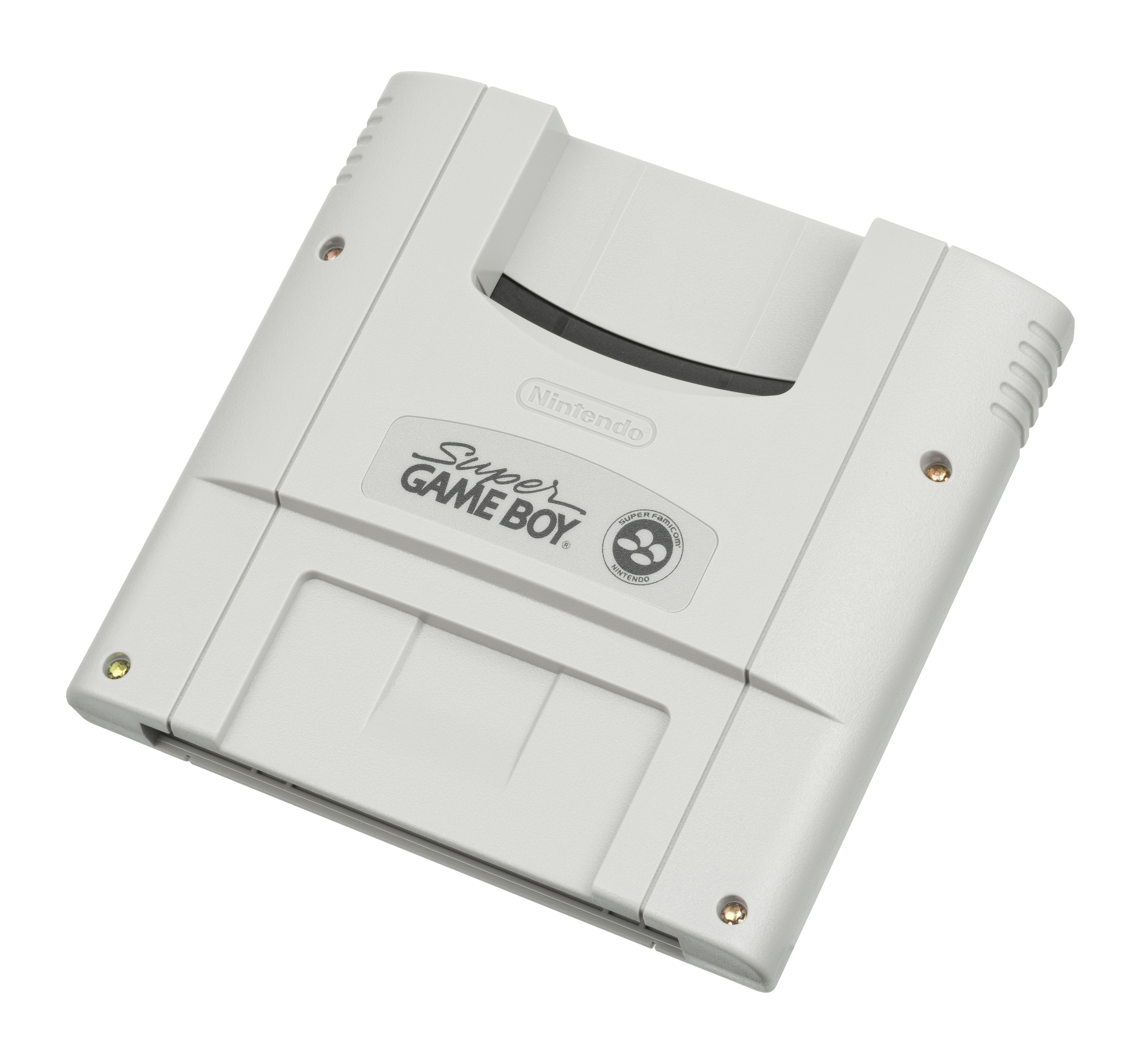
El cartutx de Super Game Boy, versió Super Famicom.

Com que el Super NES no pot emular el maquinari de Game Boy a tota velocitat, el Super Game Boy realment estava format pel mateix maquinari que la consola original; a l'interior del cartutx hi havia una CPU separada que processava els jocs, mentre que la Super NES només proporcionava mitjans per a l'entrada d'usuari, sortida de gràfics a la pantalla i coloració addicional. Això és similar a la tècnica utilitzada en la versió Atari 5200 de l'adaptador Atari 2600.
El Super Game Boy original és conegut per reproduir el programa del joc i el seu àudio un 2,4% més ràpid que un altre hardware de Game Boy. Això es deu a l'ús de la velocitat de rellotge del Super NES dividit per 5, que acaba sent 4.295 MHz en lloc de 4.194 MHz. El problema de sincronització es corregia afegint-hi un oscil·lador de cristall adequat al Super Game Boy i desconnectant la font de rellotge del Super NES.

### Super Game Boy 2
La Super Game Boy 2 es va llançar exclusivament al Japó el 1998. Les addicions incloïen un port d'enllaç per permetre a l'usuari d'accedir al mode de dos jugadors a través del cable d'enllaç, una LED de l'enllaç de joc verd i un indicador de LED d'encesa vermell, i funciona a la velocitat exacta del Game Boy (el model original funcionava un 2,4% més ràpid que la Game Boy). A més, venia amb vuit noves fronteres predeterminades, que van substituir les del model original (encara que les velles fronteres encara eren accessibles a través d'un codi); no obstant això, va mantenir les mateixes paletes i eines de coloració que en el model original. A més, aquesta versió del SGB no permetia canviar de frontera en alguns jocs que tenen fronteres integrades. Alguns jocs només tenien funcions disponibles amb la Super Game Boy 2, com ara una frontera especial de Tetris DX.

## Menú del sistema

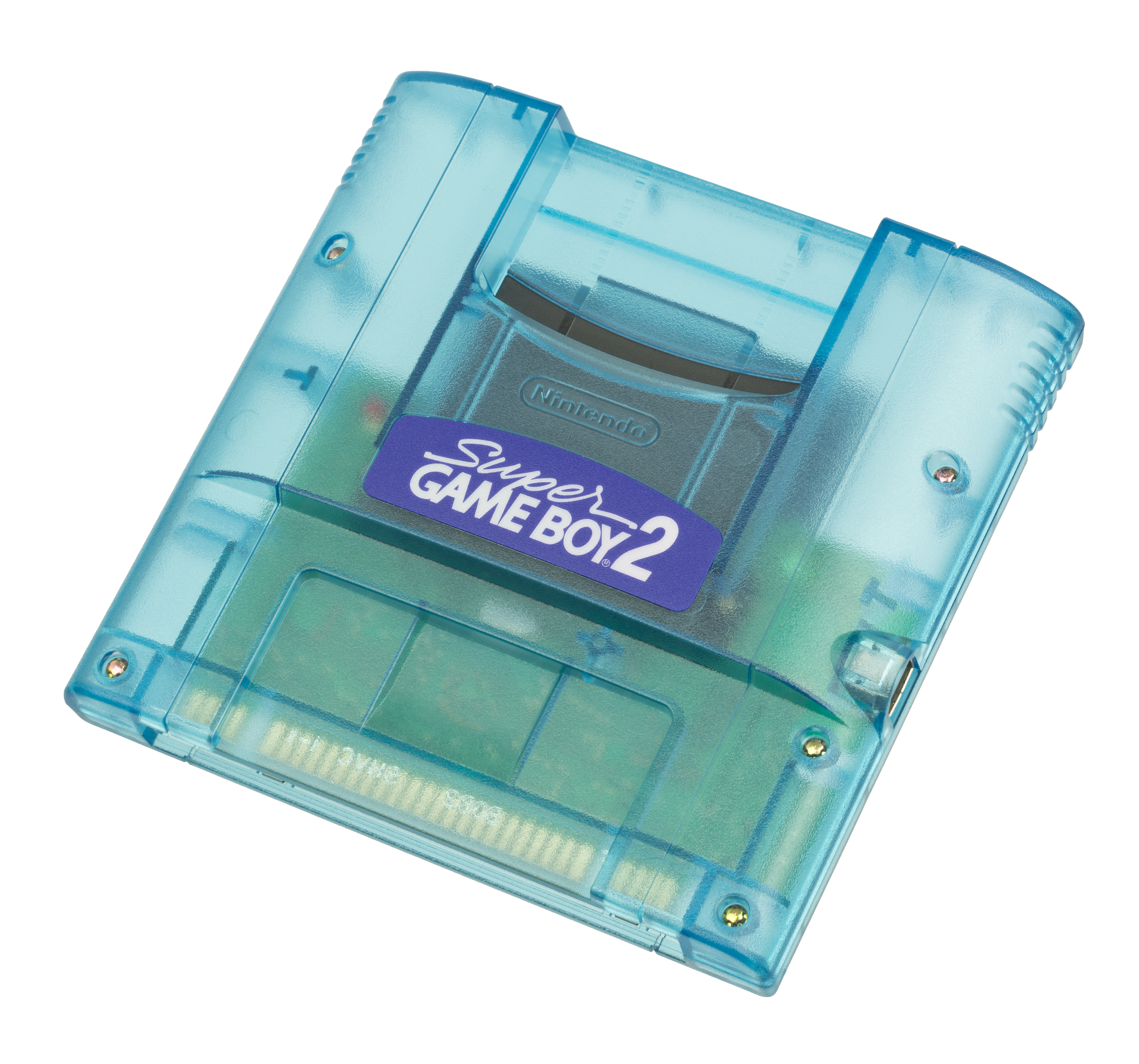
Cartutx de Super Game Boy 2.

S'accedia al menú del sistema prement els botons L i R al mateix temps; el menú tenia cinc opcions:
- Paleta de colors: Es podia triar entre una de les 32 paletes de colors prefabricades, la paleta reforçada Super Game Boy (si estava disponible) o una paleta creada per l'usuari (si estava disponible). Alguns jocs Super Game Boy no permetien canviar la paleta. Internament, el Super Game Boy incloïa paletes especials per a diversos jocs que van sortir abans del llançament de la Super Game Boy; per exemple, Alleyway, Yoshi's Cookie, Kirby's Pinball Land, Metroid II: Return of Samus, i Solar Striker tenien 1 dels 32 colors per defecte.
- Vora: Es podia triar entre una de les 9 vores prefabricades, les fronteres millorades de Super Game Boy (si estaven disponibles) o una vora creada per l'usuari (si es creava).
- Configuració del botó: Opció de canviar entre dos mapes de controladors. Alguns jocs Super Game Boy no permetien canviar la configuració del controlador.
- Color personalitzat: Creació d'una paleta de colors personalitzada i obtenir una contrasenya per a recuperar-la més endavant. Si els canvis de paleta s'inhabilitaven al joc, aquesta opció tampoc no era disponible.
- Graffiti: Creació d'una vora personalitzada utilitzant diverses eines de pintura. Si estava connectat al segon port del controlador, es podia utilitzar el ratolí Super NES per a aquesta característica.[5]

Alguns jocs inhabilitaven l'ús de colors que canviaven, de manera que les opcions no disponibles s'esborraven.

## Predecessors i successors
La Super Game Boy va ser la successora de la Wide Boy 2 de Intelligent Systems (que es va connectar amb la Famicom o NES). Una diferència entre la Wide Boy i la Super Game Boy era que la primera no utilitzava cap part de la Famicom / NES que no fos la memòria de vídeo. Fins i tot el controlador (un sol controlador Famicom) estava connectat directament a la Wide Boy. La Wide Boy continuava funcionant fins i tot si el botó de restabliment es mantenia fixat a la Famicom / NES. La Game Boy tenia el doble de fitxes que podien cabre a la memòria de vídeo de la Famicom / NES, de manera que la Wide Boy havia de refrescar la memòria de vídeo de la Famicom / NES a la meitat de la pantalla.
Camerica tenia un adaptador Game Boy to NES desenvolupat per Biederman Design Labs, que semblava similar a la Super Game Boy.
El Transfer Pak va succeir la Super Game Boy per a la Nintendo 64, i va permetre jugar als sis títols (set al Japó) de Pokémon de Game Boy Color amb Pokémon Stadium i Pokémon Stadium 2 d'una manera similar a la Super Game Boiy. Els jocs eren possibles mitjançant l'ús d'un emulador de programari a la Nintendo 64. No obstant això, el paper principal del Transfer Pak era transferir dades de Game Boy Color a jocs de Nintendo 64.
La Wide-Boy64 va aparèixer per a la N64 en dues versions principals: la versió CGB, que permetia que els títols de Game Boy i Game Boy Color es poguessin jugar en un televisor, i la versió AGB, que acceptava també els jocs de GameBoy Advance. Costava 1400 $ als Estats Units i, igual que l'original Wide Boy, només estava disponible per als desenvolupadors i la compressió de jocs. Aquests dispositius es van fer servir per fer captures de pantalla dels videojocs portàtils de Nintendo per estar en mitjans comercials.

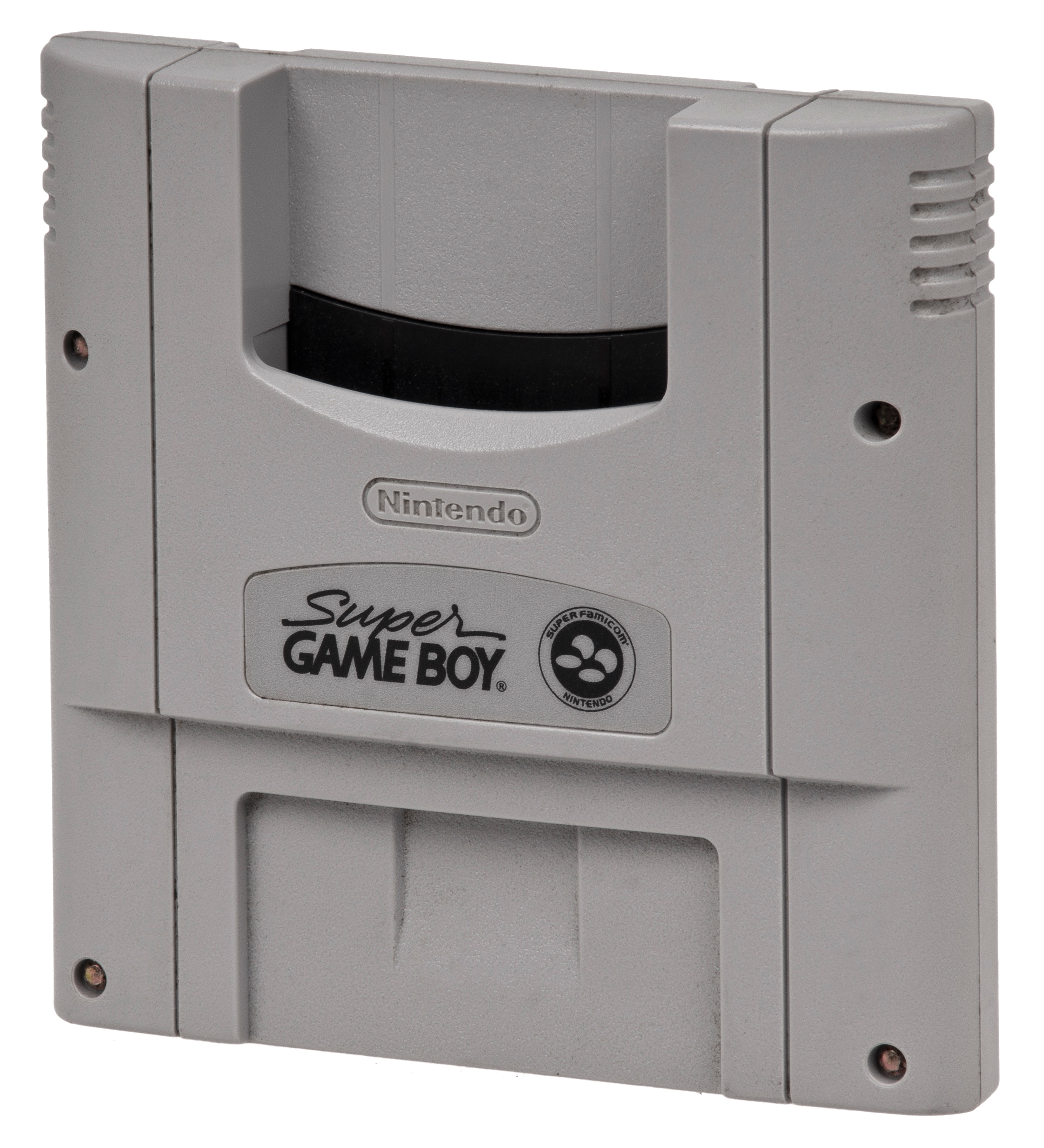
Cartutx Super Game Boy, versió Super Famicom.

El GB Hunter és un dels dos articles que Nintendo 64 va llançar per a EMS Production Ltd. L'altre és el N64 Passport. És tractava d'un emulador de Game Boy per a la Nintendo 64. Un joc N64 estava connectat a la part posterior de la màquina i el cartutx de Game Boy estava connectat a la part superior. El joc N64 requeria un CIC 6102. Com la Super Game Boy, es connectava a la ranura dels cartutxos del N64 i permetia de jugar jocs de Game Boy en ella sense el so; en lloc d'això, la cançó temàtica integrada del GB Hunter es repetia sense para durant tot el joc. També hi havia un dispositiu trampós programat, anomenat "Golden Finger" (com el GameShark), juntament amb una opció d'entrenador per determinar els valors de memòria RAM que decreixien, incrementaven, canviaven o es quedaven igual. Això podia proporcionar certs codis de trucs per provar en el joc. Si es mantenien els botons "L" i "R" premuts simultàniament, el joc es congelava en aquell punt i apareixia el menú GB Hunter. La pantalla del joc es podia maximitzar o minimitzar des d'aquest menú, el que permetia al jugador de jugar al joc a pantalla completa. La paleta de colors també es podia canviar des del menú, per veure el joc en una variació personalitzada de les 3 paletes diferents disponibles per al Game Boy PPU, utilitzant valors RGB. Aquestes paletes corresponien al fons i a dues paletes sprites. També hi havia 4 fronteres preestablertes per col·locar al voltant del joc, amb el suport afegit de les fronteres SGB. La majoria dels venedors d'aquest article a eBay i en altres llocs, com el propi lloc web d'EMS, no esmenten que l'audio del joc de Game Boy no se sent mentre es juga al GB Hunter.
La tecnologia GameBooster de Datel es va llançar al mercat per a la Nintendo 64 a la meitat de la vida útil de la consola. Nintendo no la va llicenciar oficialment, ja que tenia una ranura a la part posterior per a un joc N64 i per anul·lar la tecnologia de bloqueig del sistema. Datel també va fer una versió per a la consola PlayStation de Sony, que utilitzava el port paral·lel d'E / S a la part posterior de la consola, que no es trobava als models de la sèrie 9000 del sistema o al sistema PSone slimline. Aquesta versió tenia un sistema gràfic millor, no li van afegir la cançó que es reproduïa sense para a la versió N64, tenia un suport per a estalviar bateria i un joc integrat titulat Rebound Mission, tot i que el personalitzador de paletes només tenia una paleta en comptes de tres. Tanmateix, tenia un reproductor de CD de música integrat que es podia utilitzar per imitar l'àudio original del joc de Game Boy. La GameBooster també es va convertir en la PowerFlash, tot i que es desconeixen moltes altres diferències més enllà del canvi de nom.
A GameCube, la Game Boy Player va ser llançada el 2003, i podia jugar amb jocs de la Game Boy, la Game Boy Color i la Game Boy Advance. Va permetre que aquests jocs es jugessin en una pantalla de televisió completa. El GBP s'adjuntava a la part inferior de la consola i el disc d'arrencada s'havia d'executar a la unitat de disc de GameCube perquè funcionés. La Game Boy Player funcionava de la mateixa manera que un Game Boy Advance, que podia mostrar la bústia de la pantalla dels jocs en un televisor estàndard. Alguns jocs GBA van ser programats tenint en compte el reproductor, incloent l'activació de la funció de vibració en els controladors de GameCube i les paletes de colors especials que representaven la brillantor i la resolució d'un televisor. Tanmateix, el Game Boy Player no activava les opcions de Super Game Boy en un cartutx Super Game Boy millorat. A més, quan es reproduïa un joc de la Game Boy o la Game Boy Color al Game Boy Player, apareixia una vora negra entre la vora principal i l'àrea de joc; es tractava d'un remanent de la Game Boy Advance.

## Perifèrics
Al Japó Hori va llançar un controlador especial Super Game Boy anomenat Comandant SGB. El controlador, a part dels 4 botons de Game Boy (A, B, Inici i Selecció), també tenia 4 botons específics de Super Game Boy que permetien a l'usuari de silenciar el so, reduir la velocitat del joc, canviar-ne els colors i modificar la finestra de visualització. Es proporcionava un commutador addicional per alternar entre el mode Super Game Boy i el mode regular de Super Famicom.